# Championnats d'Europe d'escrime 2001
Navigation
Édition précédente Édition suivante
Les championnats d'Europe d'escrime 2001 se sont disputés à Coblence en Allemagne en 2001.  La compétition est organisée par la fédération allemande d'escrime, sous l'égide de la Confédération européenne d'escrime a vu s'affronter des tireurs des différents pays européens lors de 12 épreuves différentes. 
Les épreuves ont eu lieu dans le Sporthalle Oberwerth.

## Médaillés
| Épreuves                               | Or                                                                                     | Argent                                                                           | Bronze                                                                              |
| -------------------------------------- | -------------------------------------------------------------------------------------- | -------------------------------------------------------------------------------- | ----------------------------------------------------------------------------------- |
| Épée                                   |                                                                                        |                                                                                  |                                                                                     |
| Hommes individuel résultats détaillés  | Vitaliy Zakharov                                                                       | Paolo Milanoli                                                                   | Kaido Kaaberma Pavel Kolobkov                                                       |
| Hommes par équipes résultats détaillés | Ukraine- Maksym Khvorost - Oleksandr Horbachuk - Dmytro Karyuchenko - Dmytro Chumak    | Allemagne- Jörg Fiedler - Michael Flegler - Daniel Strigel - Fabian Schmidt      | France- Cédric Pillac - Érik Boisse - Frantz Philippe - Benoît Janvier              |
| Femmes individuel résultats détaillés  | Ildikó Mincza                                                                          | Tatiana Fachrutdinova                                                            | Hajnalka Kiraly Heidi Rohi                                                          |
| Femmes par équipes résultats détaillés | Hongrie- Adrienn Hormay - Hajnalka Kiraly - Ildikó Mincza - Hajnalka Tóth              | Russie- Tatiana Fachrutdinova - Anna Sivkova - Mariya Mazina - Tatyana Logunova  | Ukraine- Yeva Vybornova - Anna Garina - Olga Partala - Natalja Gruzinskaya          |
| Fleuret                                |                                                                                        |                                                                                  |                                                                                     |
| Hommes individuel résultats détaillés  | Simone Vanni                                                                           | Adam Krzesiński                                                                  | Ralf Bissdorf Attila Juhász                                                         |
| Hommes par équipes résultats détaillés | Allemagne- Dominik Behr - Ralf Bissdorf - Lars Schache - Christian Schlechtweg         | Belgique- Cédric Gohy - Pierre Halut - Marc Pichon - Jean-Baptiste Van Elshander | Pologne- Wojciech Szuchnicki - Adam Krzesiński - Sławomir Mocek - Tomasz Ciepły     |
| Femmes individuel résultats détaillés  | Valentina Vezzali                                                                      | Giovanna Trillini                                                                | Sabine Bau Edina Knapek                                                             |
| Femmes par équipes résultats détaillés | Italie- Valentina Vezzali - Diana Bianchedi - Giovanna Trillini - Margherita Granbassi | Hongrie- Edina Knapek - Katalin Varga - Aida Mohamed - Gabriella Lantos          | Roumanie- Roxana Scarlat - Claudia Vanţă - Reka Zsofia Lazăr-Szabo - Cristina Stahl |
| Sabre                                  |                                                                                        |                                                                                  |                                                                                     |
| Hommes individuel résultats détaillés  | Stanislav Pozdniakov                                                                   | Julien Pillet                                                                    | Mihai Covaliu Zsolt Nemcsik                                                         |
| Hommes par équipes résultats détaillés | Russie- Sergey Sharikov - Stanislav Pozdniakov - Aleksey Frosin - Aleksey Dyachenko    | France- Julien Pillet - Fabrice Gazin - Nicolas Lopez - Boris Sanson             | Hongrie- Domonkos Ferjancsik - Zsolt Nemcsik - Kende Fodor - Balázs Lengyel         |
| Femmes individuel résultats détaillés  | Elena Netchaeva                                                                        | Sandra Benad                                                                     | Ilaria Bianco Orsolya Nagy                                                          |
| Femmes par équipes résultats détaillés | Allemagne- Sandra Benad - Susanne König - Stefanie Kubissa - Sabine Thieltges          | Italie- Ilaria Bianco - Ramona Cataleta - Gioia Marzocca - Alessia Tognolli      | Pologne- Katarzyna Kuzniak - Aleksandra Socha - Irena Więckowska                    |

## Tableau des médailles
| Rang  | Nation      | Or | Argent | Bronze | Total |
| ----- | ----------- | -- | ------ | ------ | ----- |
| 1     | Italie      | 3  | 3      | 1      | 7     |
| 2     | Russie      | 3  | 2      | 1      | 6     |
| 3     | Allemagne   | 2  | 2      | 2      | 6     |
| 4     | Hongrie     | 2  | 1      | 6      | 9     |
| 5     | Ukraine     | 1  | 0      | 1      | 2     |
| 6     | Biélorussie | 1  | 0      | 0      | 1     |
| 7     | France      | 0  | 2      | 1      | 3     |
| 8     | Pologne     | 0  | 1      | 2      | 3     |
| 9     | Belgique    | 0  | 1      | 0      | 1     |
| 10    | Estonie     | 0  | 0      | 2      | 2     |
| 10    | Roumanie    | 0  | 0      | 2      | 2     |
| Total | Total       | 12 | 12     | 18     | 42    |